# Gayle Mill
Gayle Mill és una concentració de població designada pel cens dels Estats Units a l'estat de Carolina del Sud. Segons el cens del 2000 tenia 1.094 habitants.

## Demografia
Segons el cens del 2000, Gayle Mill tenia 1.094 habitants, 412 habitatges i 287 famílies. La densitat de població era de 630,4 habitants/km².
Dels 412 habitatges en un 37,9% hi vivien nens de menys de 18 anys, en un 32,3% hi vivien parelles casades, en un 30,6% dones solteres, i en un 30,3% no eren unitats familiars. En el 28,4% dels habitatges hi vivien persones soles el 12,4% de les quals corresponia a persones de 65 anys o més que vivien soles. El nombre mitjà de persones vivint en cada habitatge era de 2,66 i el nombre mitjà de persones que vivien en cada família era de 3,2.
Per edats la població es repartia de la següent manera: un 33% tenia menys de 18 anys, un 11,7% entre 18 i 24, un 26% entre 25 i 44, un 17,7% de 45 a 60 i un 11,6% 65 anys o més.
L'edat mediana era de 30 anys. Per cada 100 dones de 18 o més anys hi havia 81,9 homes.
La renda mediana per habitatge era de 25.143 $ i la renda mediana per família de 26.429 $. Els homes tenien una renda mediana de 24.539 $ mentre que les dones 12.368 $. La renda per capita de la població era de 10.362 $. Entorn del 30,8% de les famílies i el 35,3% de la població estaven per davall del llindar de pobresa.

## Poblacions més properes
El següent diagrama mostra les poblacions més properes.